# Puchar CEV siatkarek (2009/2010)
Puchar CEV siatkarek 2009/2010 – 3. sezon turnieju rozgrywanego od 2007 roku, organizowanego przez Europejską Konfederację Piłki Siatkowej (CEV) w ramach europejskich pucharów dla żeńskich klubowych zespołów siatkarskich "starego kontynentu".

## Drużyny uczestniczące
- Yamamay Busto Arsizio
- Urałoczka-NTM Jekaterynburg
- Valeriano Alles Menorca
- Istres Ouest Provence
- Rocheville Le Cannet
- Impel Gwardia Wrocław
- Farmutil Piła
- Sliedrecht Sport
- VC Weert
- Eczacıbaşı-Zentiva Stambuł
- Türk Telekom Ankara
- Volero Zurych
- VC Kanti Schaffhousen
- Volksbank Velika Gorica
- ŽOK Split 1700
- FK Dinamo Pančevo
- Crvena zvezda Belgrad
- Dinamo Romprest Bukareszt
- CS Volei 2004 Tomis Konstanca
- Kärntner Sparkasse Klagenfurt
- SVS Post Schwechat
- VDK Gent Dames
- Dauphines Charleroi
- CS Madeira
- Clube Desportivo Ribeirense
- Azerrail Baku
- Rabita Baku
- Sewerodonczanka Sewerodoneck
- Panathinaikos Ateny
- Nova KBM Branik Maribor
- AEL Limassol
- Schweriner SC

## Rozgrywki

### 1/16 finału
| Data       | Drużyna 1                  | Wynik | Drużyna 2                    | Sety                                |
| ---------- | -------------------------- | ----- | ---------------------------- | ----------------------------------- |
| 02.12.2009 | Rocheville Le Cannet       | 3:1   | Sport Sliedrecht             | 25:19, 25:19, 17:25, 25:17          |
| 09.12.2009 | Rocheville Le Cannet       | 3:1   | Sport Sliedrecht             | 19:25, 25:20, 25:18, 25:22          |
| 01.12.2009 | Impel Gwardia Wrocław      | 1:3   | Rabita Baku                  | 20:25, 26:24, 15:25, 11:25          |
| 10.12.2009 | Impel Gwardia Wrocław      | 1:3   | Rabita Baku                  | 15:25, 25:23, 15:25, 23:25          |
| 03.12.2009 | SVS Post Schwechat         | 2:3   | Azerrail Baku                | 25:21, 25:27, 22:25, 25:21, 16:18   |
| 08.12.2009 | SVS Post Schwechat         | 0:3   | Azerrail Baku                | 18:25, 20:25, 18:25                 |
| 01.12.2009 | Eczacıbaşı-Zentiva Stambuł | 3:1   | PND VC Weert                 | 22:25, 25:19, 25:12, 25:10          |
| 09.12.2009 | Eczacıbaşı-Zentiva Stambuł | 3:1   | PND VC Weert                 | 25:10, 16:25, 25:14, 25:20          |
| 03.12.2009 | Yamamay Busto Arsizio      | 3:0   | Volksbank Velika Gorica      | 25:14, 25:18, 25:17                 |
| 09.12.2009 | Yamamay Busto Arsizio      | 3:1   | Volksbank Velika Gorica      | 25:12, 19:25, 25:15, 25:14          |
| 01.12.2009 | VDK Gent Dames             | 3:2   | Sewerodonczanka Sewerodoneck | 25:23, 22:25, 25:21, 23:25, 15:11   |
| 09.12.2009 | VDK Gent Dames             | 3:2   | Sewerodonczanka Sewerodoneck | 10:25, 25:21, 19:25, 25:17, 15:9    |
| 01.12.2009 | ŽOK Split 1700             | 2:3   | Dinamo Romprest Bukareszt    | 25:22, 23:25, 20:25, 25:19, 12:15   |
| 08.12.2009 | ŽOK Split 1700             | 1:3   | Dinamo Romprest Bukareszt    | 25:22, 9:25, 15:25, 14:25           |
| 01.12.2009 | Schweriner SC              | 3:0   | Kanti Schaffhausen           | 30:28, 25:23, 25:17                 |
| 09.12.2009 | Schweriner SC              | 3:0   | Kanti Schaffhausen           | 25:17, 25:23, 25:12                 |
| 01.12.2009 | PTPS Piła                  | 3:2   | Volero Zurych                | 25:20, 25:23, 15:25, 19:25, 15:10   |
| 09.12.2009 | PTPS Piła                  | 3:2   | Volero Zurych                | 25:20, 15:25, 17:25, 25:21, 15:11   |
| 02.12.2009 | AEL Limassol               | 0:3   | Volei 2004 Tomis Konstanca   | 17:25, 10:25, 14:25                 |
| 08.12.2009 | AEL Limassol               | 0:3   | Volei 2004 Tomis Konstanca   | 21:25, 16:25, 16:25                 |
| 02.12.2009 | Dauphines Charleroi        | 2:3   | Nova KBM Branik Maribor      | 28:26, 23:25, 25:21, 17:25, 10:15   |
| 09.12.2009 | Dauphines Charleroi        | 3:0   | Nova KBM Branik Maribor      | 25:14, 25:21, 25:20                 |
| 02.12.2009 | Panathinaikos Ateny        | 1:3   | Urałoczka-NTM Jekaterynburg  | 16:25, 25:17, 23:25, 20:25          |
| 08.12.2009 | Panathinaikos Ateny        | 0:3   | Urałoczka-NTM Jekaterynburg  | 16:25, 20:25, 14:25                 |
|            | Türk Telekom Ankara        | 0:3   | Dinamo Pancevo               | walkower                            |
|            | Türk Telekom Ankara        | 0:3   | Dinamo Pancevo               | walkower                            |
| 02.12.2009 | Sparkasse Klagenfurt       | 1:3   | Clube Desportivo Ribeirense  | 15:25, 14:25, 28:26, 21:25          |
| 08.12.2009 | Sparkasse Klagenfurt       | 3:1   | Clube Desportivo Ribeirense  | 25:17, 25:15, 13:25, 25:19, (15:12) |
| 03.12.2009 | Crvena Zvezda Belgrad      | 3:0   | CS Madeira                   | 25:10, 25:11, 25:5                  |
| 09.12.2009 | Crvena Zvezda Belgrad      | 3:0   | CS Madeira                   | 25:10, 25:20, 25:18                 |
| 02.12.2009 | Istres Ouest Provence      | 0:3   | Valeriano Alles Menorca      | 18:25, 20:25, 16:25                 |
| 08.12.2009 | Istres Ouest Provence      | 1:3   | Valeriano Alles Menorca      | 18:25, 25:23, 21:25, 21:25          |

### 1/8 finału
| Data       | Drużyna 1                 | Wynik | Drużyna 2                   | Sety                              |
| ---------- | ------------------------- | ----- | --------------------------- | --------------------------------- |
| 06.01.2009 | Rocheville Le Cannet      | 3:1   | Rabita Baku                 | 25:22, 25:21, 25:22, 25:18        |
| 14.01.2009 | Rocheville Le Cannet      | 0:3   | Rabita Baku                 | 22:25, 21:25, 18:25               |
| 07.01.2009 | Azerrail Baku             | 2:3   | Eczacıbaşı-Zentiva Stambuł  | 25:23, 25:23, 21:25, 10:25, 15:17 |
| 13.01.2009 | Azerrail Baku             | 0:3   | Eczacıbaşı-Zentiva Stambuł  | 15:25, 22:25, 15:25               |
| 06.01.2009 | Yamamay Busto Arsizio     | 3:1   | VDK Gent Dames              | 23:25, 25:16, 25:16, 25:17        |
| 13.01.2009 | Yamamay Busto Arsizio     | 3:1   | VDK Gent Dames              | 25:17, 23:25, 25:17, 27:25        |
| 06.01.2009 | Dinamo Romprest Bucuresti | 3:1   | Schweriner SC               | 25:23, 25:15, 16:25, 25:17        |
| 13.01.2009 | Dinamo Romprest Bucuresti | 0:3   | Schweriner SC               | 23:25, 22:25, 22:25               |
| 06.01.2009 | PTPS Piła                 | 0:3   | Volei 2004 Tomis Konstanca  | 14:25, 15:25, 22:25               |
| 13.01.2009 | PTPS Piła                 | 0:3   | Volei 2004 Tomis Konstanca  | 19:25, 10:25, 17:25               |
| 06.01.2009 | Dauphines Charleroi       | 1:3   | Urałoczka-NTM Jekaterynburg | 19:25, 25:23, 19:25, 19:25        |
| 14.01.2009 | Dauphines Charleroi       | 0:3   | Urałoczka-NTM Jekaterynburg | 13:25, 13:25, 13:25               |
| 05.01.2009 | Dinamo Pancevo            | 3:1   | Sparkasse Klagenfurt        | 21:25, 28:26, 25:16, 25:21        |
| 14.01.2009 | Dinamo Pancevo            | 3:0   | Sparkasse Klagenfurt        | 25:19, 25:17, 25:19               |
| 06.01.2009 | Crvena Zvezda Belgrad     | 3:0   | Valeriano Alles Menorca     | 25:21, 25:16, 25:21               |
| 13.01.2009 | Crvena Zvezda Belgrad     | 1:3   | Valeriano Alles Menorca     | 15:25, 25:18, 22:25, 20:25        |

### Ćwierćfinał
| Data       | Drużyna 1                  | Wynik | Drużyna 2                   | Sety                              |
| ---------- | -------------------------- | ----- | --------------------------- | --------------------------------- |
| 18.02.2010 | Rabita Baku                | 3:0   | Eczacıbaşı-Zentiva Stambuł  | 25:20, 27:25, 25:16               |
| 24.02.2010 | Rabita Baku                | 1:3   | Eczacıbaşı-Zentiva Stambuł  | 23:25, 17:25, 25:21, 21:25        |
| 18.02.2010 | Yamamay Busto Arsizio      | 3:2   | Schweriner SC               | 25:22, 21:25, 25:21, 17:25, 15:10 |
| 24.02.2010 | Yamamay Busto Arsizio      | 3:1   | Schweriner SC               | 17:25, 25:19, 26:24, 25:18        |
| 17.02.2010 | Volei 2004 Tomis Konstanca | 1:3   | Urałoczka-NTM Jekaterynburg | 24:26, 25:27, 25:11, 21:25        |
| 25.02.2010 | Volei 2004 Tomis Konstanca | 1:3   | Urałoczka-NTM Jekaterynburg | 17:25, 20:25, 29:27, 21:25        |
| 17.02.2010 | Dinamo Pancevo             | 0:3   | Crvena Zvezda Belgrad       | 16:25, 12:25, 15:25               |
| 23.02.2010 | Dinamo Pancevo             | 0:3   | Crvena Zvezda Belgrad       | 20:25, 12:25, 14:25               |

### Turniej finałowy
Baku

#### Półfinał
| Data       | Drużyna 1             | Wynik | Drużyna 2                   | Sety                              |
| ---------- | --------------------- | ----- | --------------------------- | --------------------------------- |
| 20.03.2010 | Yamamay Busto Arsizio | 3:2   | Rabita Baku                 | 25:15, 22:25, 25:21, 17:25, 15:12 |
| 20.03.2010 | Crvena Zvezda Belgrad | 3:2   | Urałoczka-NTM Jekaterynburg | 21:25, 25:18, 25:23, 29:31, 15:11 |

#### Mecz o 3. miejsce
| Data       | Drużyna 1   | Wynik | Drużyna 2                   | Sety                       |
| ---------- | ----------- | ----- | --------------------------- | -------------------------- |
| 21.03.2010 | Rabita Baku | 3:1   | Urałoczka-NTM Jekaterynburg | 16:25, 25:12, 25:22, 25:16 |

#### Finał
| Data       | Drużyna 1             | Wynik | Drużyna 2             | Sety                       |
| ---------- | --------------------- | ----- | --------------------- | -------------------------- |
| 21.03.2010 | Yamamay Busto Arsizio | 3:1   | Crvena Zvezda Belgrad | 22:25, 25:22, 25:12, 25:22 |

## Klasyfikacja końcowa
| Miejsce | Drużyna                     |
| ------- | --------------------------- |
| złoto   | Yamamay Busto Arsizio       |
| srebro  | Crvena zvezda Belgrad       |
| brąz    | Rabita Baku                 |
| 4.      | Urałoczka-NTM Jekaterynburg |